# Liste der Monuments historiques in Asnières-en-Montagne
Die Liste der Monuments historiques in Asnières-en-Montagne führt die Monuments historiques in der französischen Gemeinde Asnières-en-Montagne auf.

## Liste der Immobilien
| Bezeichnung          | Beschreibung                                                                          | Standort                        | Kennzeichnung | Schutzstatus | Datum | Bild           |
| -------------------- | ------------------------------------------------------------------------------------- | ------------------------------- | ------------- | ------------ | ----- | -------------- |
| Château de Rochefort | Burg, im Kern aus dem 12. Jahrhundert, Ende des 15. Jahrhunderts zum Schloss umgebaut | westlich des Ortes (Lage)       | PA00112070    | Classé       | 1974  | weitere Bilder |
| Friedhofskreuz       | Stein, 16. oder 17. Jahrhundert                                                       | Impasse derrière le Four (Lage) | PA00112071    | Classé       | 1931  |                |
| Kirche St-Pierre     | ab dem 14. Jahrhundert                                                                | Impasse derrière le Four (Lage) | PA00112072    | Classé       | 1976  | weitere Bilder |

## Liste der Objekte
| Bezeichnung                          | Beschreibung                                   | Standort                        | Kennzeichnung | Schutzstatus | Datum | Bild |
| ------------------------------------ | ---------------------------------------------- | ------------------------------- | ------------- | ------------ | ----- | ---- |
| Skulptur Madonna mit Kind            | Stein, 15. Jahrhundert                         | in der Kirche St-Pierre (Lage)  | PM21000083    | Classé       | 1920  |      |
| Pietà                                | Kalkstein, 15. Jahrhundert                     | in der Kirche St-Pierre (Lage)  | PM21000084    | Classé       | 1920  |      |
| Skulptur Schutzmantelmadonna         | Stein, 15. Jahrhundert                         | in der Kirche St-Pierre (Lage)  | PM21000085    | Classé       | 1920  |      |
| Skulptur Petrus                      | Stein, farbig gefasst, 15. Jahrhundert         | in der Kirche St-Pierre (Lage)  | PM21000086    | Classé       | 1920  |      |
| Skulptur Heiliger Johannes von Réôme | Stein, 15. Jahrhundert                         | in der Kirche St-Pierre (Lage)  | PM21000087    | Classé       | 1020  |      |
| Skulptur Johannes der Täufer         | Stein, ehemals farbig gefasst, 15. Jahrhundert | in der Kirche St-Pierre (Lage)  | PM21000088    | Classé       | 1920  |      |
| Skulptur Heiliger Antonius der Große | Stein, 16. Jahrhundert                         | in der Kirche St-Pierre (Lage)  | PM21000089    | Classé       | 1920  |      |
| Skulptur Heilige Barbara             | Stein, farbig gefasst, bezeichnet 1517         | in der Kirche St-Pierre (Lage)  | PM21000090    | Classé       | 1920  |      |
| Skulptur Heiliger Sebastian          | Stein, ehemals farbig gefasst, 16. Jahrhundert | in der Kirche St-Pierre (Lage)  | PM21000091    | Classé       | 1920  |      |
| Skulptur Heiliger Rochus             | Stein, farbig gefasst, 16. Jahrhundert         | in der Kirche St-Pierre (Lage)  | PM21000092    | Classé       | 1920  |      |
| Skulptur Heiliger Mamas              | Stein, 16. Jahrhundert                         | in der Kirche St-Pierre (Lage)  | PM21000093    | Classé       | 1920  |      |
| Friedhofskreuz                       | Stein, 16. oder 17. Jahrhundert                | Impasse derrière le Four (Lage) | PM21000094    | Classé       | 1931  |      |
| Kruzifix                             | Holz, farbig gefasst, 17. Jahrhundert          | in der Kirche St-Pierre (Lage)  | PM21000095    | Classé       | 1962  |      |
| Skulptur Johannes der Täufer         | Stein, farbig gefasst, 16. Jahrhundert         | in der Kirche St-Pierre (Lage)  | PM21003290    | Classé       | 1964  |      |